# Tivoli (Italien)
 For alternative betydninger, se Tivoli (flertydig). (Se også artikler, som begynder med Tivoli)
Tivoli (i antikken: Tibur) er en midtitaliensk by i regionen Lazio, omkring 20 km øst for Roms udkant.

## Historie
Tibur var beboet af latinerne, og kom ligesom det øvrige Latium under romersk kontrol i det 4. årh. f.Kr. (Municipium 90 f.Kr.). Udenfor byen byggede kejser Hadrian et stort villaanlæg, Villa Adriana.
Også i middelalderen var Tivoli en af de vigtigste byer i Roms nærområde. I midten af 1500-tallet byggede Pirro Ligorio på bestilling af kardinal Ippolito d'Este den storslåede Villa d'Este, berømt for sine mange fontæner.
Tivoli var i middelalderen et baroni og baronen var vasal af paven i Rom
Byens romantiske beliggenhed med floden Anienes vandfald og antikke ruiner har altid virket tiltrækkende på kunstnere.

## Geografi
Byen ligger ved floden Aniene og ved Monti Tiburtini. Den har ca. 53.000 indbyggere.

## Seværdigheder
- Villa Adriana
- Villa d'Este
- Villa Gregoriana ved Anienevandfaldet
- Den gamle by, med flere middelalderkirker
- romersk rundtempel

## Eksterne links
- Kommunen Tivolis websider (italiensk og engelsk)
- Tivoli and surroundings – Discover the lands Arkiveret 6. februar 2010 hos  Wayback Machine
- Villa d'Este

1. ↑  demo.istat.it (fra Wikidata).